# New Amerykah Part Two (Return of the Ankh)
Albums de Erykah Badu
New Amerykah Part One (4th World War)
(2008)
Singles
1. Window Seat
Sortie : 5 février 2010
2. Turn Me Away (Get MuNNY)
Sortie : 24 mars 2010
3. Gone Baby, Don't Be Long
Sortie : Février 2011

New Amerykah Part Two (Return of the Ankh) est le cinquième album studio d'Erykah Badu, sorti le 30 mars 2010.
L'album s'est classé 2e au Top R&B/Hip-Hop Albums et au Top Digital Albums et 4e au Billboard 200.
Bien accueilli par la critique, l'opus a été classé 18e au « top 50 des albums de 2010 » et 68e au « top 100 des albums de 2010 » par le site Pitchfork.

## Liste des titres
| No  | Titre                                                                       | Auteur                        | Contient un (des) sample(s) de                                                          | Durée |
| --- | --------------------------------------------------------------------------- | ----------------------------- | --------------------------------------------------------------------------------------- | ----- |
| 1.  | 20 Feet Tall (Produit par Erykah Badu et 9th Wonder)                        | Erykah Badu, Douthit, Wimbish | My Darling Baby de Wood, Brass & Steel featuring Craig Derry                            | 3:25  |
| 2.  | Window Seat (Produit par Erykah Badu et James Poyser)                       | Badu, Poyser                  |                                                                                         | 4:50  |
| 3.  | Agitation (Produit par Erykah Badu et Shafiq Husayn)                        | Badu, Husayn, Sancious        | Just as I Thought de David Sancious                                                     | 1:33  |
| 4.  | Turn Me Away (Get MuNNY) (Produit par Erykah Badu et Karriem Riggins)       | Ayers, Badu, Striplin         | Get Money de Junior M.A.F.I.A. featuring The Notorious B.I.G.                           | 5:26  |
| 5.  | Gone Baby, Don't Be Long (Produit par Erykah Badu et Ta'Raach)              | Badu, Husayn, McCartney       | Arrow Through Me des Wings                                                              | 4:39  |
| 6.  | Umm Hmm (Produit par Erykah Badu et Madlib)                                 | Badu, Jackson                 | Take Some Time de Ndugu & the Chocolate Jam Co.                                         | 3:45  |
| 7.  | Love (Produit par Erykah Badu et J Dilla)                                   | Badu, Yancey                  | Take Me des Fabulous Souls Just Rhymin' With Biz de Big Daddy Kane featuring Biz Markie | 6:02  |
| 8.  | You Loving Me (Session) (Produit par Erykah Badu)                           | Badu, Benzworth               |                                                                                         | 1:04  |
| 9.  | Fall in Love (Your Funeral) (Produit par Erykah Badu et Karriem Riggins)    | Badu, Glenn, Riggins          | Intimate Friends d'Eddie Kendricks Warning de The Notorious B.I.G.                      | 6:06  |
| 10. | Incense (featuring Kirsten Agnesta – Produit par Erykah Badu et Madlib)     | Badu, Jackson                 | Vibes de Frank Ricotti                                                                  | 3:27  |
| 11. | Out My Mind, Just in Time (Produit par Erykah Badu et Georgia Anne Muldrow) | Badu, Muldrow, Poyser         |                                                                                         | 10:21 |

| 12. | Jump Up in the Air (Stay There) (featuring Lil Wayne et Bilal – Produit par Erykah Badu, R.C. Williams et Jahborn) | Badu, Carter, Oliver | Atomic Dog de George Clinton Hydraulic Pump (Part 1 & 2) 12' Mix des P-Funk All Stars | 4:25 |